# Savanah Gold
Natalie Heck (Londres; 29 de octubre de 1984-ibídem, 1 de octubre de 2011), más conocida como Savanah Gold, fue una actriz pornográfica británica.

## Biografía
Savanah comenzó su carrera en la edad de 19 años, concentrándose principalmente en el Reino Unido y los Estados Unidos.
En 2006 ganó el premio UK Adult Film en el festival británico de la industria para adultos.
Savanah trabajó en demostraciones de televisión en los Estados Unidos e Inglaterra. También realizó demostraciones en la radio.
En entrevista para Bang Bros dijo: "Soy una chica salvaje, amo las fiestas pero al mismo tiempo disfruto del champán un domingo en la playa".
Participó activamente con empresas como: Bangbros, Reality Kings y Brazzers.

### Vida personal
En julio de 2010, un ladrón intentó asesinarla en su residencia de Londres. El delincuente luego de asfixiarla, le hizo un corte en el cuello. Fue encontrada desnuda y hubo que hospitalizarla de inmediato.

### Muerte
Falleció el 1 de octubre de 2011, debido a un aneurisma cerebral.

## Premios
- 2006 Ganadora del Premio UK Adult Film, mejor actriz.